# Szirb
Szirb (románul: Sârbi) falu Romániában, Erdélyben, Hunyad megyében.

## Nevének eredete
Neve a többes számú román sârbi köznévből való, melynek jelentése 'szerbek'. Első említése (Thothfalw és Thothfalwa, 1494) szintén szláv népességre utal. 1516-ban Zerbfalw, 1518-ban Zerb alakban említették.

## Fekvése
Dévától 25 kilométerre északnyugatra, az Erdélyi-érchegység déli lábánál fekszik.

## Népessége
- 1785-ben 500 fő lakta. A vármegye összeírása ugyanekkor 111 ortodox családot, a görögkatolikus esperességé öt évvel később kilenc görögkatolikus lelket talált.[1]
- 1910-ben 1003 lakosából 938 volt román, 32 cigány, 22 magyar és tíz német anyanyelvű; 973 ortodox és 19 római katolikus vallású.
- 2002-ben 496 lakosából 488 volt román nemzetiségű; 482 ortodox és 13 pünkösdi vallású.

## Története
A helyi legenda alapítását szerbekhez köti. A 16. század elején előbb a Barancskai, majd a Werbőczy család birtoka volt. 1784. november 4-én lakói megölték az uradalom jegyzőjét, mátisfalvi Götffy Lászlót. A Bornemisza bárók árvízvédelmi csatornát ásattak a falutól egészen a Marosig, ezt zsilipjeivel együtt a falusiak kötelessége volt tisztán tartani. Az első világháború után elhanyagolták a csatornát, és a Maros árvizei rendre elöntötték a falut. 1848 után több évtizeden át katonaság állomásozott benne. Az egykori kaszárnya romja ma is látható, a faluban Cazărniți néven ismerik. A második világháborút követően 1968-ig önálló községet alkotott, Valealunga és Dumesd falvakkal. 1945 és 50 között sok lakója a Bánátba költözött.

## Érdekességek
- Ortodox fatemploma a 18. században épült.

## Gazdaság
- A Szirbi-Magura hegy oldalában 1962 óta bazaltot fejtenek.

## Források

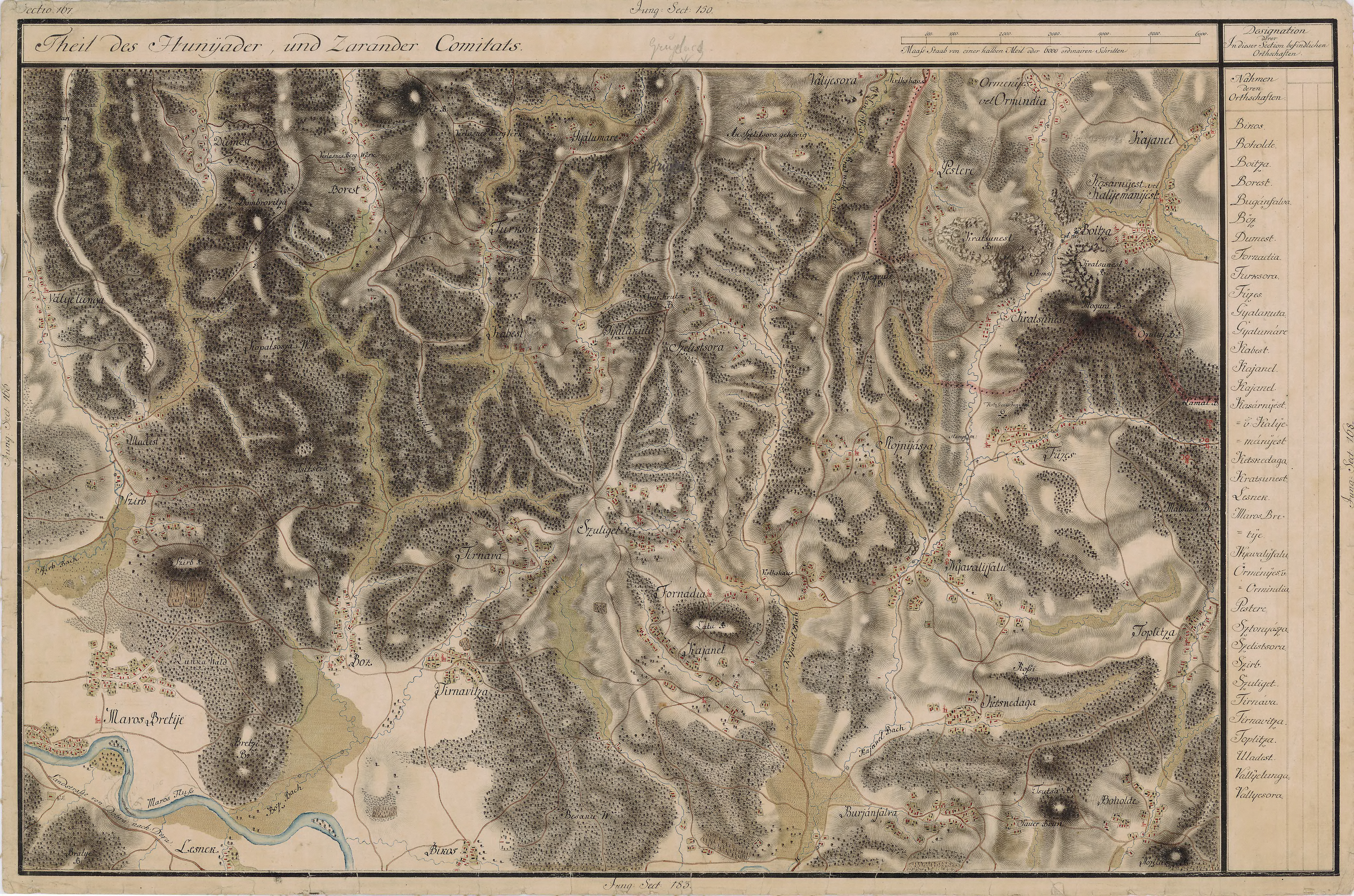
Szirb környéke 1769–73 között